# Tipula koiari
Tipula koiari är en tvåvingeart som beskrevs av Young 1987. Tipula koiari ingår i släktet Tipula och familjen storharkrankar. Inga underarter finns listade i Catalogue of Life.